# جورج ماستراس
جورج ماستراس (بالإنجليزية: George Mastras؛ مواليد 10 أبريل 1966) هو كاتب وكاتب سيناريو ومخرج ومنتج تلفزيوني أمريكي يوناني. لقد عمل في جميع المواسم الخمسة من دراما إيه إم سي مسلسل اختلال ضال. حصل على جائزة إيمي في عام 2009، وفاز بجائزة الإيمي برايم تايم في عامي 2013 و2014 كأحد منتجي اختلال ضال، وتم ترشيحه لجائزة إدغار، وفاز بثلاث جوائز نقابة الكتاب الأمريكية، لعمله في المسلسل. ماستراس هو أيضا مؤلف رواية طريق فيدالي (سكريبنر 2009).

## حياته الشخصية
ماستراس هو الأخ الأصغر لماريا جاكيميتون (ني ماستراس)، منتجة وكاتبة سيناريو رجال ماد.

## وصلات خارجية
- George Mastras في قاعدة بيانات الأفلام على الإنترنت
- George Mastras's website